# Izuel
Izuel es un despoblado medieval  entre Villanúa y Cenarbe, la Jacetania, Huesca. Tal y como recoge Ricardo Mur en su libro y mapa de pueblos integrados en el Voto de San Indalecio del s. siglo XIII, poblado que como consecuencia de una fuerte crisis demográfica en el siglo XIV se convirtió en pardina o coto redondo.

## Lugares de interés

### Ermita de San Juan
Único edificio conservado al cual acuden en romería los vecinos de Villanúa, Castiello de Jaca y Cenarbe el último domingo de junio.

## Historia
Hasta 1838, fecha en que fueron desamortizadas por el Estado, la propiedad de la Pardina y sus tierras era del Cabildo catedralicio de Jaca y el Estado en plena I Guerra Carlista, solicita para su venta 50.000 reales de vellón que no obtiene.
En 1841 se inician las negociaciones para la compra entre 76 vecinos y el Estado, asistidos por el Ayuntamiento de Villanúa fundan en 1843 la Hermandad de San Juan, como instrumento para ejecutar la misma a un precio final de 37.200 reales de vellón, con plazo de pago a 20 años y obligación ante el Cabildo de mantener abierta al culto la iglesia de San Juan y la asistencia a su sacerdote.

Ese mismo año de 1843 se realiza el 30 de marzo el sorteo de las tierras, ratificado el día de San Juan y se llega al siguiente acuerdo.

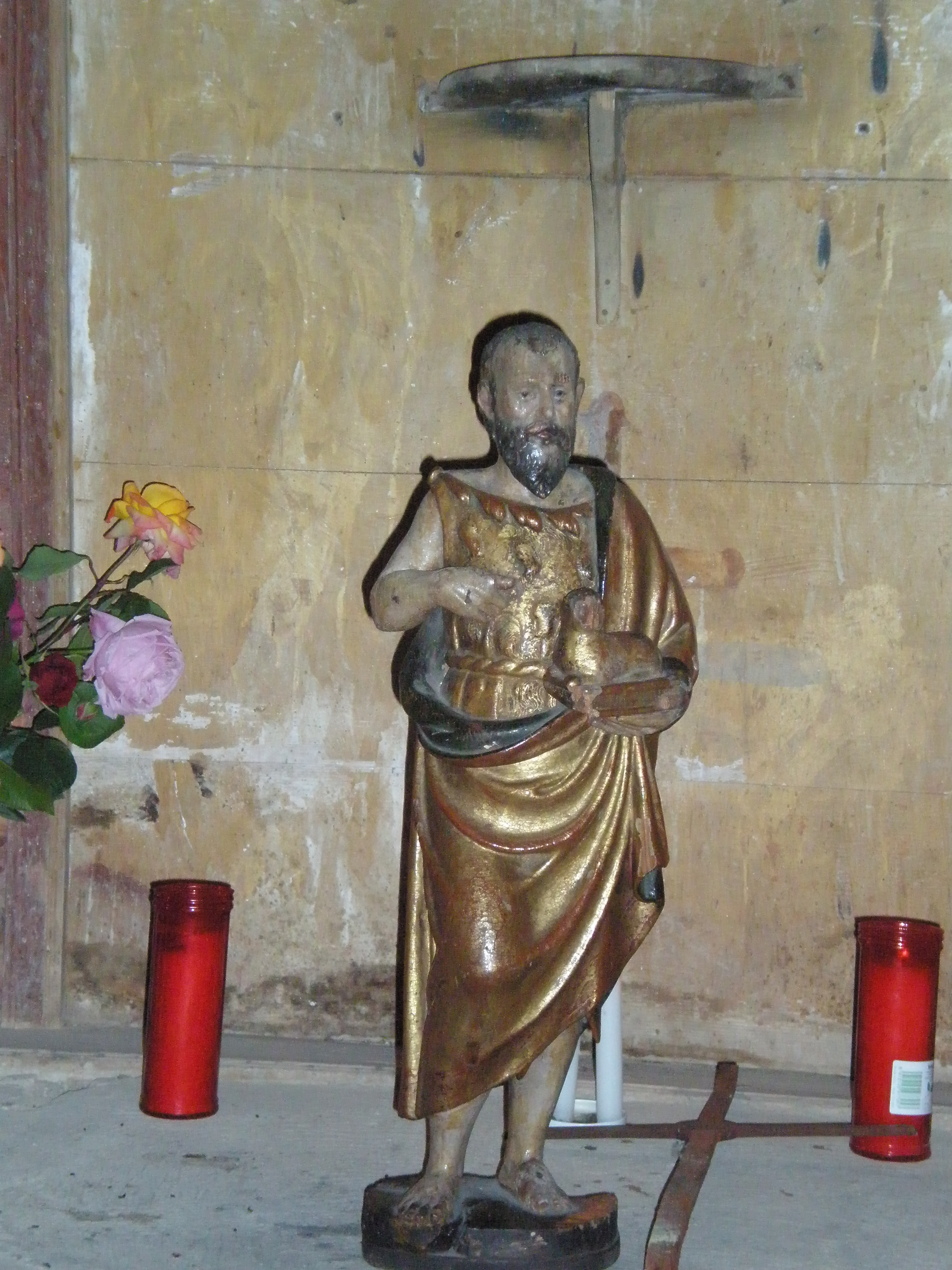
Imagen de San Juan custodiada en Villanúa.

- Administrativamente todo el terreno depende del Ayuntamiento de Villanúa.

- Los vecinos de Castiello de Jaca se reparten en suertes iguales los terrenos hoy conocidos como Loasa y que lindan con Orbil, el río Aragón y el barranco de San Juan.

- Los vecinos de Cenarbe se reparten las tierras en función a lo aportado por cada casa.

- Y el resto pasa a formar parte del término municipal de Villanúa incorporándose a los terrenos del Boalar o zona de la Carga. El Ayuntamiento de Villanúa se encarga del traslado de la familia que llevaba en arriendo la Pardina a Cenarbe, donde pasarán a encargarse de la herrería y está obligado a mantener la limpieza de la iglesia de San Juan.

En 1849 en el proceso de racionalización administrativa que hace que pueblos más pequeños se incluyan en otros más grandes, estas tierras al igual que Cenarbe y Aruej se incluyen definitivamente en el término municipal de Villanúa. 
En 1865 se completa el pago y la Hermandad de San Juan desaparece hasta que en 1911 se vuelven a reunir para alquilar el camino de Loasa a la compañía de construcción del ferrocarril, que construirá en la zona el Viaducto de San Juan, inaugurado el día de San Juan de 1916.

## Referencias

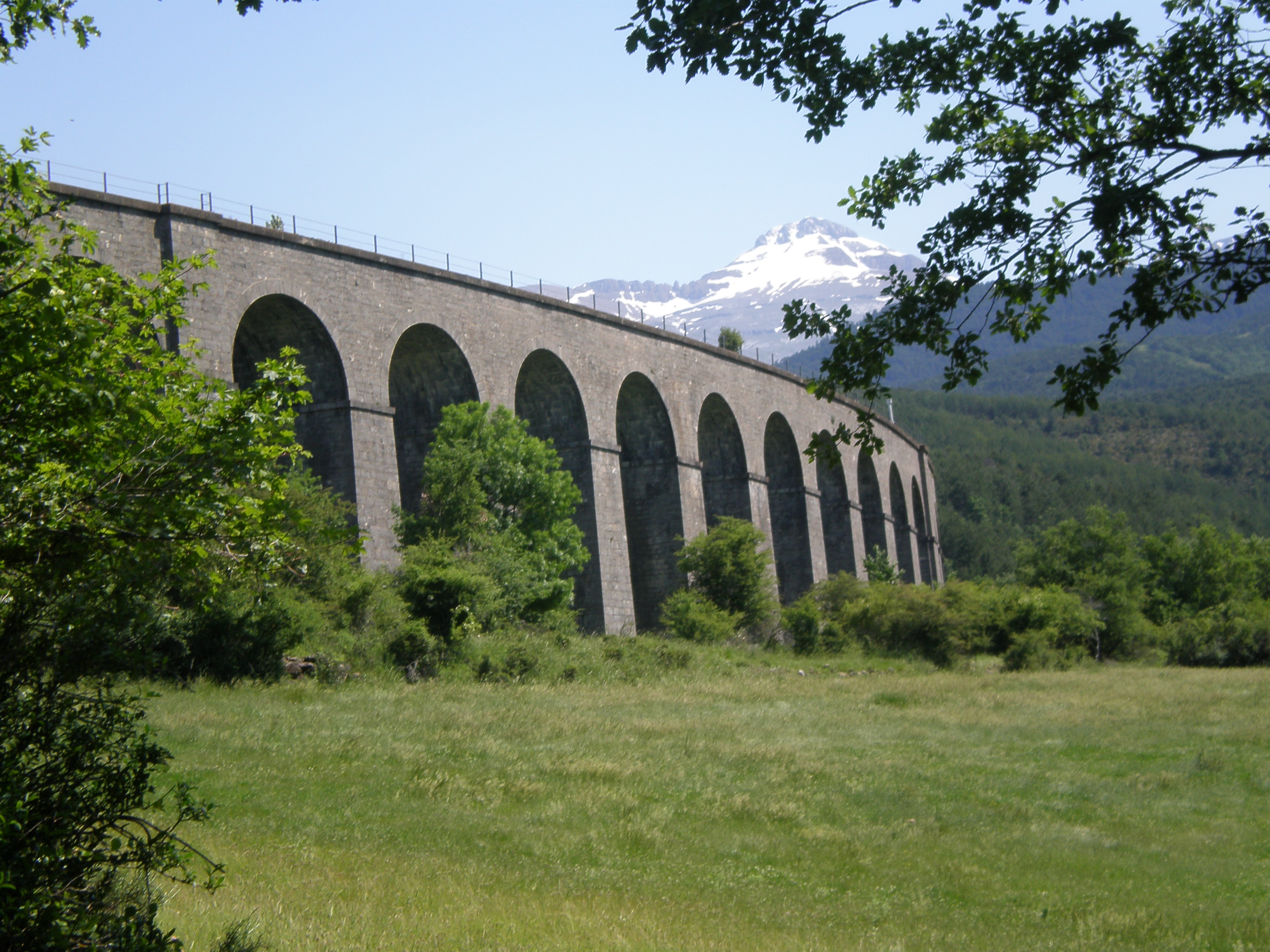
Viaducto de San Juan (Villanúa).